# Xylopia barbata
Xylopia barbata é uma espécie de magnólia. Foi descrito pela primeira vez por Carl Friedrich Philipp von Martius. Xylopia barbata pertence ao gênero Xylopia, e à família Annonaceae.